# 文古尔拉
文古尔拉（Vengurla）是印度马哈拉施特拉邦辛杜杜尔格县的一个城镇。总人口12471（2001年）。

## 人口
该地2001年总人口12471人，其中男性6149人，女性6322人；0—6岁人口1231人，其中男576人，女655人；识字率80.90%，其中男性为86.42%，女性为75.53%。